# Ernest Riedel
Ernest Riedel (Nova Iorque, Nova Iorque, 13 de julho de 1901 — Cape Coral, Flórida, 26 de março de 1983) foi um canoísta norte-americano especialista em provas de velocidade.

## Carreira
Foi vencedor da medalha de bronze em K-1 10000 m em Berlim 1936.